# Pierre Puiseux
Pierre Henri Puiseux (Paris, 20 de julho de 1855 — 28 de setembro de 1928) foi um astrônomo francês.

## Vida
Nascido em Paris, filho de Victor Puiseux, ele foi educado na École Normale Supérieure antes de começar a trabalhar como astrônomo no Observatório de Paris em 1885.
Ele trabalhou na aberração da luz, asteróides, dinâmica lunar e, em colaboração com Maurice Loewy, o projeto malfadado Carte du Ciel. Puiseux criou um atlas fotográfico da Lua baseado em 6 000 fotos tiradas por ele e Loewy. Em 1892 foi agraciado com o Prêmio Valz, e em 1896 foi agraciado com o Prêmio Lalande, ambos da Academia Francesa de Ciências, da qual posteriormente se tornaria membro em 1912.
Em 1900, Puiseux recebeu o Prix Jules Janssen, o maior prêmio da Société astronomique de France (a sociedade astronômica francesa). Ele se tornou o presidente da Sociedade de 1911-1913.
A cratera Puiseux na Lua leva o seu nome.
Ele era um católico crente e praticante que morreu com os sacramentos da Igreja.

## Obituários
- JRASC 22 (1928) 394
- MNRAS 89 (1929) 327
- PASP 40 (1928) 413